# Tavtohrona krivulja
Tavtohrona:1140 krivulja (tudi izohrona:518 krivulja) iz  starogrške besede starogrško ταὐτό: tavto, kar pomeni isti in  besede starogrško χρόνος: chrono, kar pomeni čas oziroma iz besede iso, kar pomeni enak) je krivulja po kateri bi se moralo gibati telo (ki se ga je brez začetne hitrosti spustilo), da bi brez trenja v enakomerni težnosti prišlo v najnižjo točko neodvisno od začetne točke. Krivulja, ki zadošča tem zahtevam, je cikloida. 

## Problem tavtohronosti
Problem tavtohronosti išče obliko krivulje po kateri bi se moralo gibati telo, da bi prišlo do najnižje točke v skladu z definicijo tavtohrone krivulje.
Problem je prvi rešil nizozemski astronom, fizik in matematik Christiaan Huygens (1629 – 1695) v letu 1650. Ugotovil je, da je oblika krivulje enaka cikloidi (samo eni veji). 
Problem tavtohronosti so pričeli intenzivneje proučevati, ko so ugotovili, da nihalo, ki niha po krožni poti, ni izohrono. To pomeni, da bo ura na nihalo kazala različne čase v odvisnosti od tega kako daleč nihalo zaniha.
Pozneje sta matematika Joseph-Louis de Lagrange (1736 – 1813) in Leonhard Euler (1707 – 1783) podala analitično rešitev problema.

## Lagrangeeva rešitev
Če bi se parametriziralo lego delca z dolžino loka {\displaystyle s(t)\,} od najnižje točke, je kinetična energija sorazmerna {\displaystyle \scriptstyle {\dot {s}}^{2}\,}. Potencialna energija pa je sorazmerna z {\displaystyle y(s)\,}. Da bi se dobilo izohrono krivuljo, mora biti lagranžijan enak lagranžijanu za preprosti harmonični oscilator. Višina krivulje mora biti enaka kvadratu dolžine loka. To se lahko zapiše kot:
{\displaystyle y(s)=s^{2}\!\,.}
Sorazmernostno konstanto se lahko postavi na 1, če se prilagodi enoto za dolžino. Diferencialna oblika je:
{\displaystyle \mathrm {d} y=2s\,\mathrm {d} s\!\,,}
{\displaystyle \mathrm {d} y^{2}=4s^{2}\,\mathrm {d} s^{2}=4y\,(\mathrm {d} x^{2}+\mathrm {d} y^{2})\!\,.}
Če se eliminira {\displaystyle s\,}, se dobi diferencialno enačbo:
{\displaystyle {\frac {\mathrm {d} x}{\mathrm {d} y}}={\frac {\sqrt {1-4y}}{2{\sqrt {y}}}}\!\,}.
Da se dobi rešitev, je treba integrirati, kar da:
{\displaystyle x=\int {\sqrt {1-4u^{2}}}\,\mathrm {d} u\!\,,}
kjer se je označilo {\displaystyle \scriptstyle u={\sqrt {y}}\,}.
To se lahko piše kot:
{\displaystyle x={\frac {1}{2}}u{\sqrt {1-4u^{2}}}+{\frac {1}{4}}\sin ^{-1}(2u)\!\,,}
{\displaystyle y=u^{2}\!\,.}
Lahko se dokaže, da je to na nenavaden način parametrizirana oblika enačbe cikloide.